# Толбоев, Магомед Омарович
Магоме́д Ома́рович Толбо́ев (род. 20 января 1951) — советский и российский военный и политический деятель, заслуженный лётчик-испытатель Российской Федерации (1996), генерал-майор, доктор исторических наук, Советник министра транспорта РФ, депутат Государственной думы первого созыва, один из основателей авиационно-космических салонов МАКС и почётный Президент ОАО «Авиасалон», Герой Российской Федерации (1992).

## Биография
Родился 20 января 1951 года в селе Согратль Гунибского района Дагестанской АССР в многодетной семье. По национальности — аварец.
Родители: Омар Магомедович Толбоев — шофёр и Джавгарат Алиевна Толбоева — колхозница.

### Образование и работа
В 1973 году окончил Ейское высшее военное авиационное училище лётчиков им. В. М. Комарова, в 1984 году Московский авиационный институт по специальности инженер-системотехник.  В 1994-1996 годах учился в аспирантуре Российского университета дружбы народов  (специальность «История России»). Защитил кандидатскую диссертацию на тему «Межнациональные отношения на Северном Кавказе, в Республике Дагестан в период 1985-1995 гг. и перспектива их развития» (1995). Доктор исторических наук (2006, тема диссертации в открытых источниках не публиковалась).
Начиная с 1973 года проходил военную службу на офицерских должностях. В начале в Одесском военном округе, на должностях лётчика, старшего лётчика 642 гвардейского Братиславского Краснознамённого авиационного полка истребителей-бомбардировщиков 5 Воздушной Армии, затем служил в Группе советских войск в Германии на должности начальника парашютно-десантной подготовки истребительного авиационного полка.
С 1977 года работал в Лётно-исследовательском институте (ЛИИ). В 1981 году окончил Школу лётчиков-испытателей МАП СССР.
Участвовал в космической программе «Энергия — Буран». Имеет квалификацию «космонавт-испытатель» (в 1983–2022 входил в отряд космонавтов ЛИИ).
Активен в общественно-политической деятельности: был членом политического консультативного совета при президенте России, с 1997 года почётный президент Московского авиационно-космического салона, с 1999 года почётный президент Федерации ушу-сань-да города Москвы, с 2011 года президент Федерации регби Республики Дагестан. Почётный член совета директоров ЗАО «Новые Черёмушки», владеющего овощной базой в Бирюлёво.

### Политическая деятельность
С 1993 по 1995 год — депутат Государственной Думы первого созыва, член депутатской группы «Новая региональная политика», заместитель председателя Комитета по промышленности, строительству, транспорту и энергетике, член президиума Конгресса промышленников и предпринимателей Российской Федерации.
С 1996 по 1998 год — секретарь Совета безопасности Республики Дагестан. В июле 1994 года был делегатом Конституционного Собрания Республики Дагестан. В ходе Конституционного Собрания выдвигался на должность Главы республики — Председателя Госсовета, получил поддержку 442 участников Конституционного Собрания (36,8 %), заняв второе место. В 1996 году предложил концепцию прекращения войны в Чеченской Республике. Избирался сопредседателем партии «Всероссийский народный Конгресс», членом Высшего Совета Российской объединённой промышленной партии (1995).
С 1999 по 2000 год — вновь на военной службе, уже во внутренних войсках МВД России, на должности заместителя командующего авиацией Московского военного округа внутренних войск — главного инспектора авиации МВД России, получил воинское звание генерал-майор.

### Испытательная и космическая деятельность

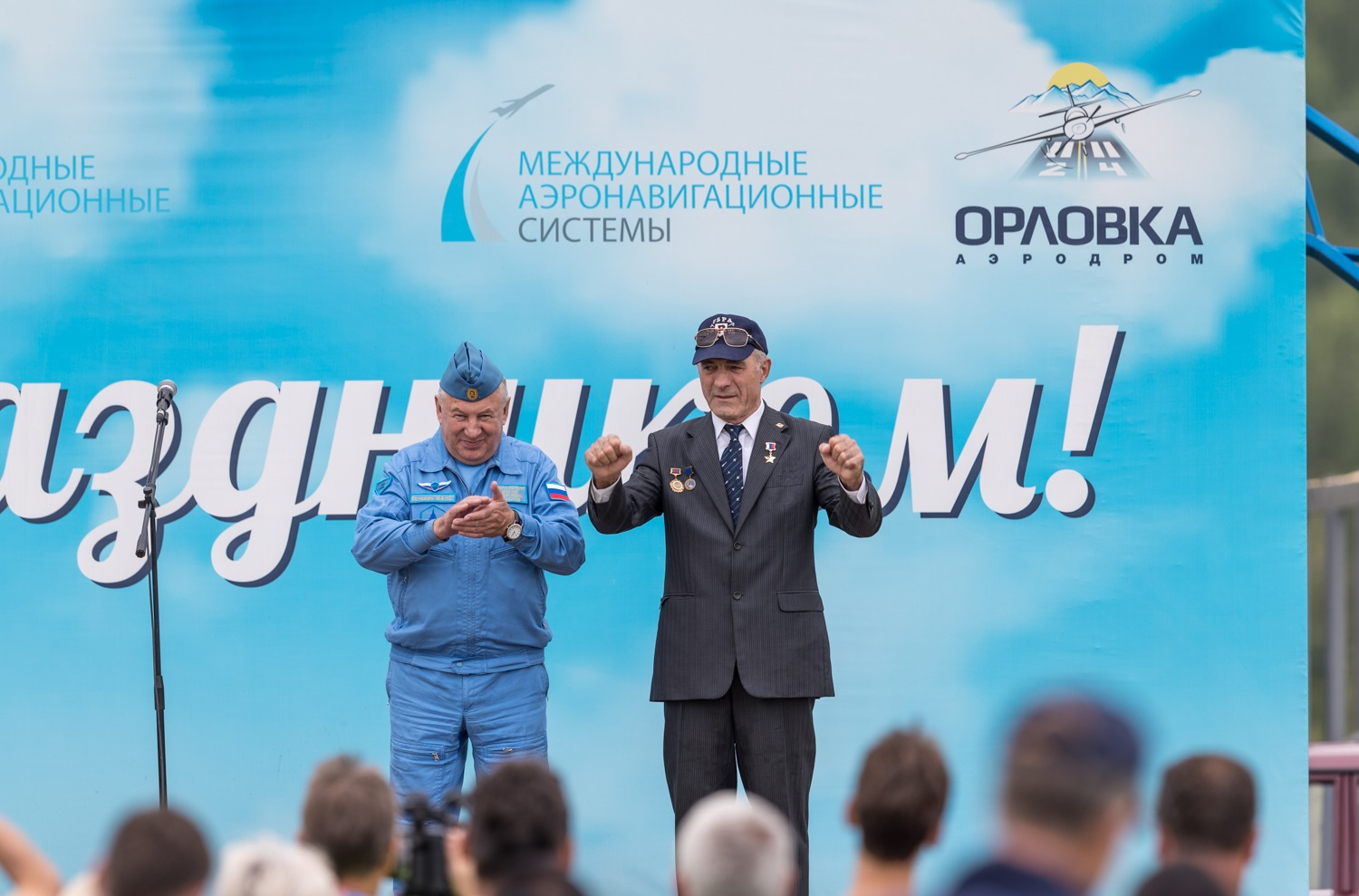
Магомед Толбоев на Слете любителей авиации 2018 (СЛА-2018) на аэродроме Орловка (Тверская область)

За период лётно-испытательной работы освоил и испытал десятки типов и модификаций самолётов. На его счету испытания МиГ-23М, МиГ-25, МиГ-29, МиГ-31, Су-24, Су-27. Освоил и впервые поднял в небо несколько типов сверхлёгких и экспериментальных самолётов. Совершил 2 благополучные аварийные посадки самолётов с неработающим двигателем и одну посадку Су-27 с разрушенным хвостовым оперением самолёта.
В 1976 году катапультировался из неуправляемого самолёта МиГ-15 УТИ. По другим данным[каким?] катапультирование происходило в учебных целях. Будучи начальником ПДС 642 гв. апиб М. Толбоев проводил учебные показательные занятия.
Испытывал на прочность самолёт МАИ-89, выполнил первый подъём в воздух сверхлёгких самолётов «Эльф», МАИ, М-15, «Стаер» и др.
В 1983—1994 годах прошёл полный курс подготовки в Центре подготовки лётчиков-космонавтов имени Ю. А. Гагарина. Космонавты ЛИИ готовились к пилотируемым полётам на космическом корабле многоразового использования «Буран». В ходе программы «Буран» отрабатывал системы ручного управления и автоматической посадки на самолёте-лаборатории Ту-154, оснащённом системой управления «Бурана», и МиГ-25, по аэродинамике приближённом к МТКК «Буран».
15 ноября 1988 года во время возвращения «Бурана» из орбитального полёта пилотировал самолёт МиГ-25 с аппаратурой оптико-телевизионного наблюдения, созданный для передачи в ЦУП информации о внешнем состоянии «Бурана» во время посадки.

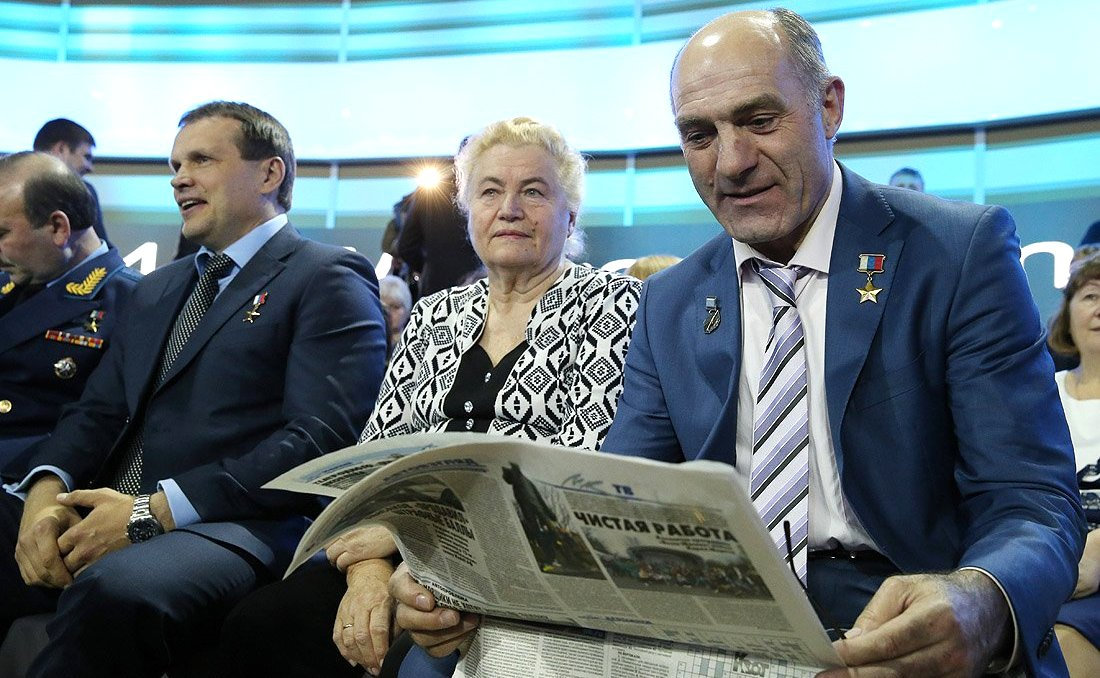
Прямая линия с Владимиром Путиным,
2013 год

В 2002 году был одним из соучредителей фирмы «Конверсионные технологии космоса» («КТК»).
Комментируя причины катастрофы, Толбоев подверг острой критике политику Росавиации, качество подготовки и допуска лётчиков, и упомянул об использовании ЛИИ им. Громова самолётами НАТО.

## Награды и звания

### Ордена и медали
- Герой Российской Федерации — за мужество и героизм, проявленные при испытаниях авиационной техники, (Указ Президента РФ от 17 ноября 1992 года);
- орден Трудового Красного Знамени (1989 год);
- медаль «В память 850-летия Москвы» (1997 год)[5];
- юбилейная медаль «100 лет гражданской авиации России» (2023 год);
- орден «За заслуги перед Республикой Дагестан» — за заслуги перед республикой и многолетнюю плодотворную работу, (Указ Президента РД от 12 января 2011 года № 4)[6];
- нагрудный знак «Почётный работник транспорта России» (2011 год);
- ведомственные награды СССР и Российской Федерации.

### Звания и степени
- Заслуженный лётчик-испытатель Российской Федерации (19 октября 1996 года);
- Воинское звание: генерал-майор запаса;
- Квалификация: лётчик-испытатель 1-го класса[7];
- Учёные степени: кандидат и доктор исторических наук<[1];
- Звание «Народный герой Дагестана»[8].

## Семья и увлечения
Женат, имеет троих детей. Младший брат — Герой России Тайгиб Толбоев (1955—2021).
Увлекается спортом: футбол, волейбол, теннис, горные лыжи, парашютные прыжки в горах.